# گریگوری خیونیادس
گریگوری خیونیادس ( یونانی: Γρηγόριος Χιονιάδης ); ج. 1240 - ج. 1320  ) منجم بیزانسی بود. او به ایران سفر کرد و در آنجا علوم ریاضی و نجوم فارسی را آموخت که پس از بازگشت از ایران آن‌ها را به بیزانس معرفی نمود  و یک آکادمی نجومی در ترابزون تأسیس کرد.  خیونیادس همچنین به عنوان اسقف ارتدکس در تبریز خدمت می‌کرد.

## زندگی‌نامه
اطلاعات درباره خیونیادس در برخی از منابع معاصر باقی مانده است. مثلا در سال 1347 میلادی جورج کریسوکوکس چنین نوشت:
یک خیونیادس مطمئن، کسی که در قسطنطنیه پرورش یافته بود، عاشق ریاضیات و علوم دیگر شد. پس از اینکه در پزشکی متبحر گردید، سودای مطالعه‌ی ستاره‌شناسی کرد؛ به او اطلاع داده شد که برای برآورده شدن آرزویش، لازم است که به ایران تحت حاکمیت ایلخانان برود. او به ترابزون سفر کرد و مورد حمایت امپراتور الکسیوس دوم قرار گرفت. پس از آن راه ایران در پیش گرفت. سرانجام پس از آموختن چیزهایی که آرزویشان را داشت از ایران به ترابزون بازگشت و تعدادی کتاب ستاره‌شناسی که خودش به یونانی ترجمه کرده بود به همراه داشت.
او احتمالاً در حدود سال  1240 میلادی در قسطنطنیه به دنیا آمد و در اصل گئورگ نام داشت.  نامه‌هایی از کیونیادس باقی مانده است که تأیید می کند که او از الکسیوس دوم کمک گرفته و به ایران سفر کرده است. خیونیادس آثاری عربی و فارسی را در زمینه ریاضیات و نجوم  به زبان یونانیترجمه کرد، از جمله جداول نجومی استادش شمس الدین بخاری  که در رصدخانه معروف مراغه زیر نظر نصیرالدین طوسی کار می کرد. . خیونیادس نقش مهمی در انتقال دانش ریاضیات و نجوم از جهان اسلام به اروپا داشت. اینها شامل معرفی اسطرلاب جهانی (مستقل از عرض جغرافیایی) به اروپا و توصیف یونانی از زوج طوسی است که بعداً بر نظریه خورشید مرکزی کوپرنیکی تأثیر گذاشت. خیونیادس همچنین چندین رساله زیج را به یونانی ترجمه کرد، از جمله می‌توان زیج ایلخانی فارسی توسط طوسی  و همچنین جداول سنجری سلجوقی توسط الخازینی ، منجم اسلامی یونانی تبار بیزانسی را ذکر کرد. 
خیونیادس از سال 1295 تا 1296 میلادی در تبریز، در زمان پایتخت مغول، اقامت داشت و به عنوان اسقف ارتدکس در جامعه ارتدکس در آن شهر خدمت می کرد و بعداً به قسطنطنیه بازگشت.  در سال 1302 میلادی به عنوان اسقف به تبریز بازگشت. به گفته دیوید پینگری، این ممکن است در ارتباط با تلاش آندرونیکوس دوم پالیولوژیوس برای ایجاد اتحاد با غازان خان در تابستان سال 1302 میلادی باشد.
وی تا سال 1310 میلادی در تبریز ماند و سپس به ترابزون بازگشت. حدود پنج سال بعد در ترابزون به عنوان یک هیرومونک از او یاد می‌شود.  خیونیادس همچنین آثاری مذهبی می‌نوشت، از جمله شرحی بر یوحنای دمشقی ، آکولوتیا akolouthia در سنت اوژنیوس ترابیزون، و یک اعتقادنامه. 
او احتمالا در دهه‌ی دوم قرن چهاردهم میلادی در قسطنطنیه درگذشت.